# Бобица
Бобица је тип простог затвореног плода. Припада сочним плодовима јер је перикарп у целини сочан, мада је код неких врста тврђи или чак одрвењен.

## Примери
Најтипичнију бобицу имају шимширика и винова лоза. Код њих су ендокарп и мезокарп сочни, док је егзокарп у виду заштитне кожице. Код поморанџе и лимуна егзокарп је веома чврст и садржи жлезде, док се ендокарп развија у виду кесастих проширења испуњених сочним супстанцама. Карпеле се у унутрашњости плода деле на већи број комора, који код поморанџе износи десет. У свакој од њих има по два семена заметка, од којих се само од једног ствара семе, док други абортира. Код врста из породице Cucurbitaceae кору чине срасли егзокарп и цветна ложа, а меснати део настаје од мезокарпа и ендокарпа. Код нара и рибизле сочни део плода настаје из ћелија интегумената, а код кактуса бобица настаје од фуникулуса.

## Ботаничке бобице
У ботаничкој терминологији, бобица је једноставно воће које има семе и меснату пулпу (перикарп) произведену из јајника једног цвета. Јајник може бити нижи или виши. Оне су индехисцентне, односно нема посебну „линију слабости“ дуж које се цепају да би сазрело ослободило семе. Перикарп је подељен на три слоја. Спољни слој се назива „егзокарп” или „епикарп”; средњи слој, „мезокарп” или „саркокарп”; унутрашњи слој, „ендокарп”. Ботаничари нису доследно примењивали ове термине. Егзокарп и ендокарп могу бити ограничени на више-мање једнослојне „коже“, или могу укључивати ткива која су уз њих; тако на једном погледу, егзокарп се протеже према унутра до слоја васкуларних снопова („вена“). Недоследност у употреби је описана као „извор конфузије“.
Природа ендокарпа разликује бобицу од коштице, која има очврсли или камени ендокарп (види испод). Две врсте плодова се међусобно преплићу у зависности од стања ендокарпа. Неки извори су покушали да квантификују разлику, нпр. захтевајући да ендокарп буде мањи од 2  у бобици.
Примери ботаничких бобица укључују:
- Авокадо садржи једну велику семенку окружену неприметним ендокарпом.[6] Међутим, авокадо се понекад класификује и као коштуница.[7]
- Банана[8][9]
- Жутика (Berberis), махонија (Mahonia aquifolium) и мајска јабука (Podophyllum spp.) (Berberidaceae)
- Дрво јагоде (Arbutus unedo) (не треба мешати са јагодом (Fragaria), која је помоћно воће), медвеђе воће (Arctostaphylos spp.), боровница, брусница, брусницом/говеђом бобицом (Vaccinium vitis-idaea), црни емпетрум (Empetrum spp.) (породица Ericaceae)
- Бобице кафе (Rubiaceae) (такође описане као коштунице)[10]
- Огрозд и рибизла (Ribes spp.; Grossulariaceae), црвене, црне и беле врсте
- Патлиџан, парадајз, гоџи бобице (вучја бобица) и друге врсте из породице
- Зова
- Индијски огрозд ((Phyllanthus emblica) (Phyllanthaceae)
- ,  (мангостин) и Garcinia indica у породици
- Саподила (Manilkara zapota), Sapotaceae[11]‍:295
- Грожђе, Vitis vinifera у породици
- Козокрвина: бобице неких врста су јестиве и зову се медоносне бобице, али друге су отровне (Lonicera spp.; Caprifoliaceae)
- Персимон (Ebenaceae)[11]‍:135
- Бундева, краставац и лубеница у породици Cucurbitaceae[11]‍:116

### Модификоване бобице
„Праве бобице“ такође могу да имају танку спољашњу кожицу, која није самоносна када се уклони из бобице. Ово разликује, на пример, бобицу Vaccinium или Solanum од Adansonia (баобаб) амфисарца, која има суву, чвршћу и самоносну кожу. Плод цитруса, попут поморанџе, кумквата и лимуна, бобица је са дебелом кором и веома сочном унутрашњости подељена на сегменте преградама, којима је дат посебан назив „хесперидијум“. Специјализовани израз, пепо, се такође користи за плодове породице тиквица, Cucurbitaceae, који су модификовани тако да имају тврду спољашњу кору, али нису изнутра подељени септама. Плодови Passiflora (маракуја) и Carica (папаја) се понекад сматрају и пепосом.
Бобице које се развијају из инфериорног јајника понекад се називају епигинске бобице или лажне бобице, за разлику од правих бобица које се развијају из горњег јајника. У епигинским бобицама, бобица укључује ткиво изведено из делова цвета поред јајника. Цветна цев, формирана од базалног дела чашица, латица и прашника може постати месната у зрелости и сједињена је са јајником и формира плод. Уобичајено воће које се понекад класификује као епигинске бобице укључује банане, кафу, чланове рода Vaccinium (нпр. бруснице и боровнице) и чланове породице Cucurbitaceae (тиквице, краставци, диње и тиквице голице).

## Плодови налик бобицама
Многа воћа које се обично називају бобице нису стварне бобице према научној дефиницији, већ спадају у једну од следећих категорија:

### Коштунице
Коштунице се у променљивој мери разликују од ботаничких бобица. Коштунице су меснати плодови произведени из (обично) једносеменог јајника са тврдим дрвеним слојем (који се назива ендокарп) који окружује семе. Познати примери укључују коштуничаво воће из рода Prunus (брескве, шљиве и трешње), маслине, кокос, урме, боровнице и врсте Persea. Неке дефиниције чине само присуство интерно диференцираног ендокарпа дефинишућом карактеристиком коштунице; друге квалификују природу ендокарпа који је потребан код коштунице, нпр. дефинишући бобице да имају ендокарп дебљине мање од 2 mm thick. Израз „коштуница“ се користи за плодове који имају општу структуру и текстуру коштице, а да не испуњавају потпуну дефиницију. Други плодови налик коштуници са једним семеном који немају камени ендокарп укључују пасји трн (Hippophae rhamnoides, Elaeagnaceae), који је ахенија, окружена набреклим хипантијумом који обезбеђује меснати слој. Плодови врста рода Coffea се описују као коштице или бобице.

### Помум
Помум плодови које производе биљке из подплемена Pyrinae из породице Rosaceae, као што су јабуке и крушке, имају структуру (језгро) у којој жилаво ткиво јасно одваја семе од спољашњег мекшег перикарпа. Семенке нису бобице. Међутим, неке од мањих семенки се понекад називају бобицама. Amelanchier семенке постају толико меке у зрелости да личе на боровницу и познате су као јунске бобице, сервисне бобице или саскатунске бобице.

### Агрегатно воће
Агрегатно или сложено воће садржи семе из различитих јајника једног цвета, са појединачним „плодовима“ спојеним у зрелости да би се формирао комплетан плод. Примери агрегатног воћа који се обично назива „бобичасто воће“ укључују чланове рода Rubus, као што су купина и малина. Ботанички, ово нису бобице. Остало крупно агрегатно воће, као што је кисело воће (Annona muricata), се обично не назива „бобицама“, иако неки извори користе овај израз.

### Збирно воће
Збирни плодови нису ботаничке бобице. Збирни плодови су плодови два или више вишеструких цветова који су спојени или збијени заједно. Дуд је бобичасти пример вишеструког воћа; развија се из скупа ситних одвојених цветова који се збију како се развијају у плод.